# Klid
Klid er kornets hårde, ydre lag. Kliden er rig på kostfibre (cellulose), protein, sunde plantefedtstoffer, kulhydrater, vitaminer og mineraler.
Klid findes i mange kornsorter, f.eks. hvede, havre, byg, ris, majs og hirse. Den fjernes ofte før kornet forarbejdes til mel (raffineret/hvidt mel) eller polerede korn (hvide/raffinerede ris, polerede hvedekorn til bulgur m.v.). Når kliden raffineres bort opnår man en længere holdbarhed (fordi størstedelen af fedtstofferne og en del af proteinerne er fjernet), en mere neutral smag og en mere hvid farve. Er kliden ikke fjernet har man fuldkornsmel, brune ris m.v., som har bevaret kornets fulde næringsindhold.
Klid må ikke forveksles med avner, den yderste, hårde skal om kornet, som er ufordøjelig for mennesker.